# Dalimilova kronika
Dalimilova kronika (češko Dalimilova kronika; Kronika tak řečeného Dalimila) je prva kronika, napisana v starem češkem jeziku. Napisana je v verzih. Napisal jo je neznan avtor Dalimil v začetku 14. stoletja. Kronika združuje podatke iz starejših čeških kronik, pisanih v latinščini, in avtorjeve lastne izkušnje. Kronika se konča pred letom 1314, vendar je običajno objavljena vključno z zapisi kasnejših avtorjev, ki opisujejo dogodke do leta 1319.
Kronika omenja,  da obstaja dežela, ki se v srbskem/lužiškem jeziku imenuje Hrvaška, in v njej vlada poglavar z imenom Čeh.
Nekateri zahodni zgodovinarji danes zavračajo verodostojnost dogodkov kot čisto mitološko folkloro, mit o arhetipskem izvoru. Zdi se, da dogodki v kroniki preprosto reinterpretirajo mit o Lehu, Čehu in Rusu, ki se v različnih oblikah ponavlja v številnih drugih zgodovinskih zapisih in nacionalnih kronikah, vključno s Primarno kroniko. 
Kronika je bila trikrat prevedena v srednjo visoko nemščino in enkrat v latinščino.